# Brenda Walsh (Beverly Hills 90210)
 (janvier 2025).
- Si vous ne connaissez pas le sujet, laissez ce bandeau (vous pouvez alors contacter les auteurs).
- Si vous supprimez le contenu mis en cause (vous pouvez préalablement contacter les auteurs),

argumentez précisément cette suppression dans la page de discussion
(un manque de référence n'est pas un argument ; une recherche réelle de référence doit avoir été effectuée, être formellement documentée).
Brenda Walsh est un personnage de fiction qui apparaît dans les quatre premières saisons de la série télévisée Beverly Hills 90210 et dans la première saison de la série dérivée 90210 Beverly Hills : Nouvelle Génération et interprété par Shannen Doherty. Au début des années 1990, Brenda Walsh était considérée comme une véritable icône par la jeunesse américaine.
Elle a été le personnage féminin principal de la série durant les quatre premières saisons. Le départ de Shannen Doherty a amené les scénaristes à enlever le rôle de la série.
Le personnage de Brenda Walsh a reçu à un accueil plutôt mitigé au début de la série. Mais au fil des saisons, son personnage est devenu l’un des préférés des fans de la série. Lorsque l’actrice Shannen Doherty jouant Brenda Walsh a quitté la série lors de la saison 4. La série perd en moyenne 7 millions de téléspectateurs entre la saison 4 et 5.

## Histoire du personnage
Brenda et son frère jumeau Brandon Walsh, vivaient au Minnesota jusqu'au moment où leur père, Jim Walsh, obtient une promotion et est forcé de se déplacer à Beverly Hills en 1990. La série s'est initialement concentrée sur leurs histoires avec le choc culturel d'une nouvelle vie et leurs relations avec leurs nouveaux amis de Beverly Hills, Kelly Taylor, Dylan McKay, Donna Martin, Andrea Zuckerman, David Silver et Steve Sanders.

### Saison 1
Le développement clé de son personnage est venu pendant une série d'épisodes impliquant une histoire interdite avec l'ami solitaire de Brandon, Dylan McKay, qui avait longtemps eu l'attention de la meilleure amie de Brenda, Kelly. Brenda et Dylan sont sortis ensemble pendant deux ans et leur relation est rapidement devenue sérieuse. Après une franche dispute avec son père, Dylan a été consolé et a partagé un baiser passionné avec Brenda. Cette scène est d'ailleurs devenue l'une des plus mythiques de la série. Cependant, le père de Brenda a été immédiatement contre cette relation, de par la mauvaise réputation du père de Dylan.
Après deux mois de relation, Dylan voulait des relations sexuelles mais Brenda n'était pas prête. Lors d'un voyage à Palm Springs, Brenda est allée rencontrer Dylan dans une chambre d'hôtel, mais le voit avec une autre fille et a sauté à la conclusion qu'ils avaient fait l'amour. Brenda et Dylan se sont disputés mais vite réconciliés. De ce fait, Dylan a accepté d'attendre que Brenda soit prête. C'est lors du bal de fin d'année que Brenda perdra sa virginité. Peu après, Brenda est devenue inquiète de peur d'être enceinte. Il s'est avéré qu'il s'agissait d'une fausse alerte mais Brenda s'est séparée de Dylan en lui disant qu'elle n'était pas prête pour une relation sexuelle régulière.

### Saison 2
Malgré la rupture, Brenda a été blessée en voyant Dylan sortir avec d'autres filles. Les sentiments de Brenda pour Dylan ont finalement mené le couple à retourner ensemble. Leur relation s'est renforcée quand Brenda rencontra la mère de Dylan, Iris, avec qui elle noua des liens.
Le couple a fait face à un autre obstacle lorsque Brenda a voulu publier un article sur l'alarme de sa grossesse mais Dylan objecta, argumentant le fait que cela soit très personnel. Typique de leur relation, Brenda et Dylan se sont une nouvelle fois réconciliés après une autre dispute. Par ailleurs, Brenda a été victime d'un braquage armé au Peach Pit. Cette scène l'a beaucoup choquée et l'a amenée à voir un psychologue, Dylan l'a beaucoup aidé quand elle commençait à faire des cauchemars sur cet évènement. Les choses deviennent plus sérieuses quand Brenda passe beaucoup de temps avec Dylan sans se soucier des limites imposées par ses parents. Ce dernier l'a invitée à un voyage au Mexique et Brenda accepte, malgré l'interdiction formelle de son père. Le voyage sera ponctué d'une dispute et d'un passage à la douane où Brenda se rendra compte qu'elle n'a pas son passeport et est donc contrainte de téléphoner à ses parents. Lorsque les parents de Brenda sont au courant de son escapade au Mexique avec Dylan, le père de la jeune fille lui interdit formellement de le revoir. Mais elle refuse de rompre et cache sa relation avec Dylan.

### Saison 3
Au début de l'été, Jim, qui avait reconnu la futilité de sa querelle avec Dylan, avait offert une autre option : laisser Brenda aller à Paris pour un programme d'immersion français à la place de Kelly (qui avait abandonné le programme pour aider sa mère avec sa petite sœur) donnant ainsi à Jim, Brenda & Dylan, un recul nécessaire à la situation.
À Paris, Brenda feint d'être un guide français avec un jeune homme mignon du Wisconsin, Rick. Cependant, un rapprochement se fait entre Kelly & Dylan de l'autre côté de l'océan. Rick et Brenda sortent brièvement ensemble après s'être reconnus dans un magasin de location de vidéos. Ils se séparent après que Brenda s'est rendu compte qu'il avait plus en commun avec son père qu'avec elle.
 
Le triangle amoureux qui a suivi le retour de Brenda est vite devenu un jalon de la série qui a aidé à augmenter la popularité de celle-ci et donné naissance aux rumeurs de rivalité annoncées entre Shannen Doherty et Jennie Garth. La confrontation finale entre Brenda, Dylan et Kelly - dans laquelle celui-ci informe Brenda qu'il a choisi sa meilleure amie - a été inscrite par le magazine Entertainment Weekly comme l'un des plus grands moments de télévision.

### Saison 4
Brenda, toujours affligée par le fait que Dylan ait choisi Kelly, a commencé la quatrième saison au Minnesota, où elle avait décidé d'entrer à l'université. Cependant, en entendant parler de la rupture entre Dylan et Kelly et en se rendant également compte qu'elle et ses vieux amis du Minnesota n'ont plus grand chose en commun, elle décide de rentrer à Beverly Hills et de poursuivre ses études à l'Université de Californie.
Une fois de retour, elle rencontre, par son père, un jeune homme riche nommé Stuart (que Dylan connaissait comme un trafiquant de drogue dans le passé) et tombe rapidement amoureuse de lui. Le couple se fiance même dans les premières semaines de leur rencontre et choisissent Las Vegas, obligeant Dylan et ses amis à venir et tenter de les arrêter. Ils réussissent en utilisant la psychologie inverse, feignant le fait qu'ils sont en faveur d'un mariage entre les deux jeunes personnes. La vie de Brenda a aussi pris quelques coups durant la saison. Quand Donna et Brenda trouvent un chiot dans la rue, elles apprennent qu'il s'est échappé d'un laboratoire de test des animaux et sont désemparées quand le chiot meurt. Brenda tombe ensuite dans un groupe d'activistes des droits des animaux et participe avec eux aux saccages d'un certain nombre de laboratoires jusqu'à ce qu'elle soit arrêtée (Donna décidant à la dernière minute de ne pas rejoindre le groupe). Après son arrestation, la seule personne dans le groupe qui l'a soutenue fut Dylan. David Silver a mis en doute son jugement, Andrea était en colère l'accusant d'avoir endommagé des laboratoires qui n'ont pas fait de tests sur les animaux et Kelly lui a dit que Dylan n'était plus son petit ami désormais et que Brenda ne pouvait pas aller chercher du secours vers lui chaque fois qu'elle avait un problème. Il s'est avéré qu'un des activistes était un agent de FBI qui a offert une affaire à Brenda pour ne pas faire de prison du fait qu'elle n'avait pas soutenu le vandalisme. De ce fait, tous les amis de Brenda s'excusèrent de leur comportement envers elle.
Durant la quatrième saison, Brenda s'intéresse de près à la comédie mais cela l'a également menée aux problèmes : elle a gâché sa première audition et est ensuite passée chez le directeur de la pièce pour essayer de nouveau et le convaincre. Elle a alors obtenu le rôle, mais une étudiante fait courir une rumeur disant qu'elle avait couché pour avoir le rôle. Malheureusement, cette étudiante est la petite amie de Steve Sanders et ce dernier crut les rumeurs, les autres refusant plus ou moins de croire les démentis de Brenda. Steve a compris son erreur lorsque l'étudiante lui demanda d'attaquer Brenda pour lui faire manquer des répétitions. Un peu plus tard, l'amie de Steve essaya de se suicider mais Brenda et Steve se sont associés pour la sauver et Steve fut finalement dédommagé en suivant les débuts sur scène de Brenda. Les éloges du directeur ont mené l'acceptation de cette dernière à l'Académie Royale d'Art Dramatique (RADA) à Londres pendant une année. Après la dernière rupture de Kelly et Dylan, Brenda a finalement appris qu'une histoire était possible entre Kelly et Brandon et a exprimé sa bénédiction. Elle passa plus tard sa dernière nuit avec Dylan, lui disant qu'elle ne serait pas partie pour toujours. Le couple se réconciliera brièvement dans la scène finale de la quatrième saison, bien que (à cause du départ de Shannen Doherty), le personnage de Brenda ait été retiré du script et que cette dernière ne revint jamais à Beverly Hills.

### Après le départ
Malgré le fait que Brenda ne réapparut jamais à l'écran, celle-ci fut tout de même présente lors de discussions occasionnelles pendant les six saisons suivantes de la série. La plus significative est sa réconciliation avec Dylan, qui partait emménager avec elle. On suppose qu'ils ont été ensemble pour la plupart des épisodes de la septième et huitième saisons de la série, comme lors d'un épisode de la saison 8 où l'on apprend que la demi-sœur de Dylan a été sauvée d'une vie de prostitution, et est ensuite partie pour vivre à Londres avec eux. Kelly et Brandon précisent qu'ils iront les voir pendant leur lune de miel.
Plus tard, quand Dylan revient dans la saison 9, il dit à ses amis que Brenda et lui se sont séparés deux ans plus tôt. Cependant, cela libère Dylan pour reprendre sa relation avec Kelly.
Dans la saison 5, Dylan s'emporte contre Valérie, la cousine des Walsh, lui reprochant de vouloir imiter Brenda et de ne pas avoir le cran d'affronter les Walsh, comme Brenda a pu le faire auparavant. Elle enverra également un faire-part à Dylan lors du mariage de ce dernier. Ou encore, dans le dernier épisode de la série illustrant le mariage de Donna et David, il est fait allusion à une fête que Brenda avait organisé lorsqu'elles étaient encore au lycée.

### 90210 Beverly Hills: Nouvelle Génération
14 ans après son départ, Brenda est de retour à Beverly Hills. Sur les conseils de Kelly au nouveau principal, Brenda, devenue actrice, est amenée à diriger la comédie musicale du lycée. Elle devra faire face aux problèmes de drogue de la lycéenne tenant le premier rôle du spectacle et l'aidera à s'en sortir, ce qui donnera suite à un attachement mutuel de ces dernières.
Elle passera également beaucoup de temps avec Kelly bien qu'à certains moments, elles retrouveront des petites tensions dues entre autres à Dylan. Kelly apprend également par la suite que Brenda a couché avec Ryan, le professeur d'anglais du lycée, alors que Kelly a beaucoup d'affection pour lui. Mais elles se réconcilieront toujours. On apprend également que Brenda ne peut pas avoir d'enfants, mais elle pourra compter sur le soutien de son amie Kelly. Elle ira donc en Chine et adoptera une petite fille.

### Beverly Hills: BH90210
Shannen Doherty est revenue dans la famille « 90210 » en rejoignant le casting du nouveau reboot « BH90210 ». Elle, comme le reste de la distribution, joue une version fictive d’elle-même.

## Culture populaire
- Doc Gyneco s'est servi du phénomène Beverly Hills et de son succès pour l'insérer dans sa chanson Viens voir le Docteur : Comme beaucoup de filles tu rêves d'être Brenda, d'avoir ton Dylan et d'insulter ton papa